# Museo Nacional de Nara
El Museo Nacional de  Nara (奈良国立博物館 'Nara kokuritsu hakubutsukan'?) es un importante museo de arte ubicado en la ciudad japonesa de Nara (antigua capital en el siglo VIII). 

## Historia
El Museo Nacional de Nara se estableció en 1889 como Museo Imperial de Nara (帝国奈良博物館) y celebró su primera exposición en 1895. El museo pasó a llamarse Museo de la Casa Imperial de Nara y finalmente adoptó su nombre actual en 1952.
El edificio original del museo fue diseñado por Katayama Tōkuma, arquitecto de la Agencia de la Casa Imperial. Este edificio se completó en 1894 y está construido en estilo renacentista francés. Destaca especialmente por la ornamentación decorativa alrededor de su entrada oeste y es un ejemplo de la arquitectura europea del período Meiji medio. Esta sala de exposiciones fue designada Bien Cultural Importante por el gobierno nacional en 1969.
La construcción del ala oeste comenzó con Junzo Yoshimura el 18 de diciembre de 1970 y se completó el 31 de marzo de 1972. El ala este se inauguró en octubre de 1997 y se abrió al público en abril de 1998. El estilo arquitectónico del ala este es congruente con el ala oeste.
La casa japonesa de ceremonia del té "Hassoan (八窓庵)" en el jardín interior del Museo Nacional de Nara se construyó originalmente en los terrenos de Daijo-in, un subtemplo del templo Kōfuku-ji, pero con el fin de preservar la casa de té para las generaciones futuras, los residentes de Nara solicitaron con éxito que el Hassoan fuera cedido al Museo Imperial de Nara en 1890 y se trasladase a los terrenos del museo en 1892.

## Colecciones
El museo se destaca por su colección de arte budista, que incluye imágenes, esculturas y artículos de altar.